# Grenze zwischen Äthiopien und Dschibuti

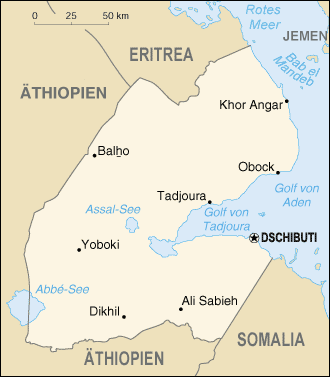
Karte von Dschibuti mit der Grenze zu Äthiopien

Die Grenze zwischen Äthiopien und Dschibuti trennt als internationale Landgrenze diese beiden Staaten. Die Länge der Grenze wird mit rund 375 oder 390 km angegeben. Die Grenze verläuft vom Dreiländereck mit Eritrea am Berg Mousa Alli zum Dreiländereck mit Somalia oder dem abgespaltenen De-facto-Regime Somaliland.

## Geschichte
Die Grenze wurde erstmals durch den am 20. März 1897 in Addis Abeba geschlossenen Vertrag festgelegt. Der Dreiländerpunkt mit dem damaligen Britisch-Somaliland wurde im März 1934 durch eine dreiseitige Vereinbarung bestimmt. Zwischen 1945 und 1955 erfolgte eine weitere Festlegung der äthiopischen Grenze in diesem Bereich, die auch einen Abschnitt der heutigen Grenze zwischen Dschibuti und Eritrea bis Dadda‘to betraf. Zwischen 1948 und 1955 wurde die Grenze mit Grenzsteinen markiert.

## Grenzverlauf
Die Grenze beginnt im Westen am Dreiländereck mit Eritrea am Berg Mousa Alli (12°27'0"N, 42°24'0"O) und verläuft bis zum Dreiländereck mit Somalia bzw. Somaliland (10°58'48"N, 42°57'36"O) bei Djalello. Vom Dreiländereck mit Eritrea (Grenzstein 90) verläuft die Grenze im Wesentlichen geradlinig über den Grenzort Balho in Dschibuti (Grenzübergang) nach Südwesten zum Straßengrenzübergang bei Galafi 42 km nordwestlich von Yoboki (Dschibuti) und mit einem leichten Knick zum Abbe-See, den sie durchquert (Grenzstein 53). Südlich des Abbe-Sees biegt sie nach Westen ab, kreuzt beim äthiopischen Dewele die Bahnstrecke Addis Abeba–Dschibuti und führt in südöstlicher bis östlicher Richtung zum Dreiländereck (Grenzstein 1).